# Cris Huerta
Cris Huerta, all'anagrafe Crisanto Huerta Brieva (Lisbona, 26 gennaio 1935 – Madrid, 28 novembre 2004), è stato un attore portoghese.

## Biografia
Corpulento e dal volto simpatico, con una folta barba e pochi capelli, viene notato da Giuliano Carnimeo che in Uomo avvisato mezzo ammazzato... parola di Spirito Santo lo impiega come un surrogato di Bud Spencer. Poi Tonino Ricci sulla scia della coppia Terence-Bud tenta di metterlo in coppia con Dean Reed, nel divertente Storia di karatè, pugni e fagioli (1973).
Huerta con la prevalenza di western comici, viene usato tantissimo, ricoprendo quasi sempre la classica spalla con tanta forza e poco cervello. Così è Paco, l'amico grassoccio e imbranato, in Lo chiamavano Tresette... giocava sempre col morto (1973) di Giuliano Carnimeo e nel seguito l'anno dopo. Con il declinare del western, Huerta si avvia verso il tramonto, lo si vede ne I picari (1988) di Mario Monicelli, dove impersona un fabbro.
Muore il 28 novembre 2004 all'età di 69 anni.

## Filmografia parziale
- I due violenti, regia di Primo Zeglio (1964)
- I quattro inesorabili, regia di Primo Zeglio (1965)
- La grande notte di Ringo, regia di Mario Maffei (1966)
- Django, regia di Sergio Corbucci (1966)
- 7 pistole per i MacGregor, regia di Franco Giraldi (1966)
- Navajo Joe, regia di Sergio Corbucci (1966)
- Due croci a Danger Pass, regia di Rafael Romero Marchent (1967)
- Bandidos, regia di Massimo Dallamano (1967)
- Ad uno ad uno... spietatamente (Uno a uno, sin piedad), regia di Rafael Romero Marchent (1968)
- ...e per tetto un cielo di stelle, regia di Giulio Petroni (1968)
- Cimitero senza croci (Une corde, un colt...), regia di Robert Hossein (1969)
- Vivi o preferibilmente morti, regia di Duccio Tessari (1969)
- Lo irritarono... e Sartana fece piazza pulita (Un par de asesinos), regia di Rafael Romero Marchent (1970)
- Reverendo Colt, regia di León Klimovsky (1970)
- Arriva Sabata!..., regia di Tulio Demicheli (1970)
- La mia Colt ti cerca... 4 ceri ti aspettano (Un colt por cuatro cirios), regia di Ignacio F. Iquino (1971)
- Vamos a matar Sartana, regia di George Martin e Mario Pinzauti (1971)
- Uomo avvisato mezzo ammazzato... parola di Spirito Santo, regia di Giuliano Carnimeo (1972)
- Domani passo a salutare la tua vedova... parola di Epidemia (Tu fosa será la exacta... amigo), regia di Juan Bosch (1972)
- Alla larga amigos, oggi ho il grilletto facile... (Los fabulosos de Trinidad), regia di Ignacio F. Iquino (1972)
- Amico, stammi lontano almeno un palmo, regia di Michele Lupo (1972)
- Lo chiamavano Tresette... giocava sempre col morto, regia di Giuliano Carnimeo (1973)
- Storia di karatè, pugni e fagioli, regia di Tonino Ricci (1973)
- Tutti per uno botte per tutti, regia di Bruno Corbucci (1973)
- ...e così divennero i 3 supermen del West, regia di Italo Martinenghi (1973)
- Di Tresette ce n'è uno, tutti gli altri son nessuno, regia di Giuliano Carnimeo (1974)
- Il bianco, il giallo, il nero, regia di Sergio Corbucci (1975)
- Rocky Carambola, regia di Javier Aguirre (1979)
- I picari, regia di Mario Monicelli (1987)

## Doppiatori italiani
- Carlo Romano in I due violenti, Sette pistole per i Mac Gregor, Di Tresette ce n'è uno, tutti gli altri son nessuno, Lo chiamavano Tresette... giocava sempre col morto, Uomo avvisato mezzo ammazzato... parola di Spirito Santo
- Ferruccio Amendola in I quattro inesorabili, Storia di Karatè, pugni e fagioli
- Corrado Gaipa in Vivi o preferibilmente morti
- Alessandro Sperlì in Lo irritarono...e Sartana fece piazza pulita
- Luciano Melani in Reverendo Colt
- Vinicio Sofia in Arriva Sabata!...
- Sergio Fiorentini in Tutti per uno...botte per tutti
- Franco Odoardi in I picari